# Королюк Олександр Іванович
Олександр Іванович Королюк (рос. Александр Иванович Королюк; 15 січня 1976, м. Москва, СРСР) — російський хокеїст, лівий/правий нападник. Майстер спорту.
Вихованець хокейної школи «Крила Рад» (Москва), перший тренер — Анатолій Сергєєв. Виступав за «Крила Рад» (Москва), «Сов'єт Вінгс» (ІХЛ), «Манітоба Мус» (ІХЛ), «Kentucky Thoroughblades» (АХЛ), «Сан-Хосе Шаркс», «Ак Барс» (Казань), «Витязь» (Чехов), «Хімік» (Воскресенськ), «Атлант» (Митищі), СКА (Санкт-Петербург), «Локомотив» (Ярославль), «Нафтохімік» (Нижньокамськ), «Югра» (Ханти-Мансійськ).
В чемпіонатах НХЛ — 296 матчів (62+80), у турнірах Кубка Стенлі — 34 матчі (6+8).
У складі національної збірної Росії учасник зимових Олімпійських ігор 2006 (6 матчів, 1+1), учасник чемпіонатів світу 1997 і 2001 (13 матчів, 3+4). У складі молодіжної збірної Росії учасник чемпіонатів світу 1995 і 1996. У складі юніорської збірної Росії учасник чемпіонату Європи 1994.